# Altan Gördüm
Altan Gördüm (Adana, 1º dicembre 1958) è un attore turco, noto per aver interpretato il ruolo di Haşmet Çolak nella serie Terra amara (Bir Zamanlar Çukurova).

## Biografia
Altan Gördüm è nato il 1º dicembre 1958 ad Adana (Turchia), da madre Nurten Gördüm, e oltre alla recitazione si occupa anche di teatro.

## Carriera
Altan Gördüm nel 1978 si è iscritto presso la facoltà di scienze politiche dell'Università di Ankara, dove al termine degli studi ha conseguito gli studi. Nel 1979 e nel 1980 ha frequentato dei corsi presso il teatro d'arte di Ankara. Fino alla stagione 1995-1996 ha lavorato presso l'AST come attore, regista, manager e formatore. Tra il 1996 e il 2000 ha vissuto a Smirne per motivi personali. Nel 2000 su invito ricevuto dal teatro di stato è entrato a far parte dello staff del teatro statale di Ankara dalla quota di artisti formati. Successivamente ha preso parte a numerosi spettacoli presso il teatro d'arte di Ankara.
Oltre al teatro ha recitato anche in serie televisive come nel 2000 in Yılan Hikâyesi, dal 2004 al 2006 in Hayat Bilgisi, dal 2007 al 2009 in Kavak Yelleri, nel 2011 in Canim babam, nel 2013 ne Il secolo magnifico (Muhteşem Yüzyıl) e in Beni Böyle Sev, nel 2018 in GIF, nel 2020 in Gel Dese Ask, nel 2021 in Mevlana e nel 2022 in Terra amara (Bir Zamanlar Çukurova) e in Yalnız Kurt e nel 2024 in Şahane Hayatım e nel 1994 nella miniserie Kurtulus. Nel 2023 ha recitato nelle web serie Rumi e L'Attrice (Aktris). Ha recitato anche in film come nel 1994 in Ziller, nel 2006 in Ilk Ask, nel 2008 in Devrim Arabalari, nel 2009 in Ask Geliyorum Demez, nel 2011 in Devrimden sonra e in Labirent, nel 2012 in Çakallarla Dans 2: Hastasiyiz Dede, nel 2013 in Seytan-i racim, in Benimle Oynar misin? e in Derin Düsün-ce, nel 2014 in Yunus Emre: Askin Sesi, nel 2016 in Somuncu Baba: Askin Sirri, in Deliormanli, in Yildizlar da Kayar: Das Borak e in Joypad. Nel 2016 ha preso parte al video musicale Kaderimsin di Murat Evgin & Öykü Gürman, mentre nel 2020 ha recitato nel cortometraggio Berzah.

## Vita privata
Altan Gördüm dal 1991 al 2013 è stato sposato con l'attrice Vahide Perçin, dalla quale ha avuto una figlia che si chiama Alize, nata nel 1994.

## Filmografia

### Cinema
- Ziller, regia di Eser Zorlu (1994)
- Ilk Ask, regia di Nihat Durak (2006)
- Devrim Arabalari, regia di Tolga Örnek (2008)
- Ask Geliyorum Demez, regia di Murat Seker (2009)
- Devrimden sonra, regia di Mustafa Kenan Aybasti (2011)
- Labirent, regia di Tolga Örnek (2011)
- Çakallarla Dans 2: Hastasiyiz Dede, regia di Murat Seker (2012)
- Seytan-i racim, regia di Arkin Aktaç (2013)
- Benimle Oynar misin?, regia di Aydin Bulut (2013)
- Derin Düsün-ce, regia di Çagatay Tosun (2013)
- Yunus Emre: Askin Sesi, regia di Kürsat Kizbaz (2014)
- Somuncu Baba: Askin Sirri, regia di Kürsat Kizbaz (2016)
- Deliormanli, regia di Murat Seker (2016)
- Yildizlar da Kayar: Das Borak, regia di Levent Görgeç (2016)
- Joypad, regia di Baturalp Bekar (2016)

### Televisione
- Kurtulus – miniserie TV, 2 episodi (TRT 1, 1994)
- Yılan Hikâyesi – serie TV, 8 episodi (Kanal D, 2000)
- Hayat Bilgisi – serie TV, 75 episodi (Show TV, 2004-2006)
- Kavak Yelleri – serie TV, 170 episodi (Kanal D, 2007-2009)
- Canim babam – serie TV, 2 episodi (Show TV, 2011)
- Il secolo magnifico (Muhteşem Yüzyıl)  – serie TV, 4 episodi (Star TV, 2013)
- Beni Böyle Sev – serie TV, 32 episodi (TRT 1, 2013)
- GIF – serie TV, 2 episodi (2018)
- Gel Dese Ask – serie TV, 4 episodi (ATV, 2020)
- Mevlana – serie TV (TRT 1, 2021)
- Terra amara (Bir Zamanlar Çukurova) – serie TV, 21 episodi (ATV, 2022)
- Yalnız Kurt – serie TV, 12 episodi (ATV, 2022)
- Şahane Hayatım – serie TV (Now, 2024)

### Web TV
- Rumi – web serie (tabii, 2023)
- L'Attrice (Aktris) – web serie, 2 episodi (Disney+, 2023)

### Cortometraggi
- Berzah, regia di Deren Ercenk (2020)

### Video musicali
- Kaderimsin di Murat Evgin & Öykü Gürman, regia di Murat Evgin (2016)

## Teatro
- Sihirli Giysi di Adem Atar, presso il teatro d'arte di Ankara (1981)
- Rumuz Goncagül di Oktay Arayıcı, presso il teatro d'arte di Ankara (1981)
- Küçük Adam Ne Oldu Sana di Hans Fallada, presso il teatro d'arte di Ankara (1981)
- Resimli Osmanlı Tarihi, diretto da Turgut Özakman, presso il teatro d'arte di Ankara (1982)
- Rüyadaki Oyuncaklar, diretto da Metin Coşkun e Adem Atar, presso il teatro d'arte di Ankara (1982)
- Ayının Fendi Avcıyı Yendi, diretto da Muharrem Buhara, presso il teatro d'arte di Ankara (1982)
- Galile'nin Yaşamı di Bertolt Brecht, presso il teatro d'arte di Ankara (1983)
- Taziye di Murathan Mungan, presso il teatro d'arte di Ankara (1983)
- Mızıkçı di Ahmet Önel, presso il teatro d'arte di Ankara (1983)
- Misafir di Bilgesu Erenus, presso il teatro d'arte di Ankara (1984)
- Bir Şehnaz Oyun, diretto da Turgut Özakman, presso il teatro d'arte di Ankara (1984)
- Bir Ceza Avukatının Anıları di Faruk Eren, presso il teatro d'arte di Ankara (1984)
- Cesur Aslan ve Sevgi di Ayşe Özgürmez, diretto da Yaşar Akın, presso il teatro d'arte di Ankara (1984)
- Nafile Dünya, diretto da Oktay Arayıcı, presso il teatro d'arte di Ankara (1985)
- Bir Halk Düşmanı di Henrik İbsen, presso il teatro d'arte di Ankara (1985)
- Zamlar Ban Karşı di Yılmaz Onay, presso il teatro d'arte di Ankara (1986)
- Sonuncular di Maksim Gor'kij, presso il teatro d'arte di Ankara (1987)
- Sacco ile Vanzetti di Howard Fast, presso il teatro d'arte di Ankara (1988)
- Yusuf ile Menofis di Nâzım Hikmet, presso il teatro d'arte di Ankara (1989)
- Mefisto di Klaus Mann, presso il teatro d'arte di Ankara (1989)
- Ayak Takımı Aarasında di Maksim Gor'kij, presso il teatro d'arte di Ankara (1990)
- Yolcu di Nâzım Hikmet, presso il teatro d'arte di Ankara (1991)
- Dünyadaki Oyuncaklar di Metin Coşkun, diretto da Adem Atar, presso il teatro d'arte di Ankara (1992)
- Yer Demir Gök Bakır di Yaşar Kemal, presso il teatro d'arte di Ankara (1993)
- Sakıncalı Piyade di Uğur Mumcu, presso il teatro d'arte di Ankara (1993)
- Pazar Keyfi di G. Mitchelle, presso il teatro d'arte di Ankara (1994)
- Koltuk Düşkünü di Ivan Vazov, presso il teatro d'arte di Ankara (2001)
- Cengiz Han'ın Bisikleti, diretto da Refik Erduran, presso il teatro d'arte di Ankara (2001)
- Murtaza di Orhan Kemal, presso il teatro statale di Ankara (2002)
- Ayrılık, diretto da Behiç Ak, presso il teatro statale di Ankara (2002)
- Her Şeye Rağmen Elele, diretto da Refik Erduran, presso il teatro statale di Ankara (2007)
- Kızıl Ötesi Aydınlık, diretto da Civan Canova (2013)

## Doppiatori italiani
Nelle versioni in italiano delle versioni in italiano dei suoi film e delle sue serie TV, Altan Gördüm è stato doppiato da:
- Luca Biagini[30] in Terra amara[31]

## Riconoscimenti
- Sadri Alisik Theatre and Cinema Awards
  - 2009: Vincitore come Miglior attore insieme a Ali Düsenkalkar, Halit Ergenç, Selçuk Yöntem, Serhat Tutumluer, Taner Birsel e Onur Ünsal per Devrim Arabalari